# Piropo
Ein Piropo [pi'ɾ⁠opo] (spanisch; deutsch ‚Kompliment‘, ‚Schmeichelei‘, von altgriechisch πύρ pyr, deutsch ‚Feuer‘ und ὤψ ops, deutsch ‚Blick‘) ist im spanischsprachigen Raum ein anzügliches bis poetisches Kompliment an eine Frau.
Das Wort bezeichnet Mitte des 15. Jahrhunderts zunächst einen Edelstein (u. a. den Rubin) und seit Mitte des 19. Jahrhunderts eine typische, besonders andalusische Kleinform der volkstümlichen Oralliteratur. Synonyma sind die Ausdrücke requiebro ‚Kompliment‘, ‚Schmeichelei’ und das bildhafte flores ‚Blumen‘, ‚Komplimente‘. Es ist die möglichst opportun und witzig angebrachte, öffentliche und galante Schmeichelei einer Frau gegenüber, also ein „Stegreifmadrigal“. Beinhauer (Umgangssprache, 1958, S. 105) gibt folgenden piropo eines andalusischen Arbeiters wieder: «Presiosa, tié uté unos piesesitos tan chiquititos que baila uté la seguidiya en la coroniya de un cura.» (deutsch: „Süße, Sie haben solch zierliche Füßchen, dass Sie glatt die Seguidilla auf der Tonsur eines Pfarrers tanzen.“)
Piropos sind eine Ausdrucksform des Machismo und im spanischen und lateinamerikanischen Raum allgegenwärtig. Wo auch immer eine Frau dort alleine unterwegs ist, wird sie früher oder später Piropos von wildfremden Männern erhalten. Hinter diesen kleinen Schmeicheleien stecken in den seltensten Fällen ernste Absichten, sie sind oft kaum mehr als aufmunternde Floskeln. Einige Männer fassen sie jedoch als Kunstform auf und versuchen, ihre Piropos in geist- und witzreiche kleine Meisterwerke zu verwandeln. Spanische Gigolos verwenden Piropos gezielt, um reiche Urlauberinnen zu bezirzen.
Während einheimische Frauen an Piropos gewöhnt sind und nur selten darauf reagieren, legen Fremde sie oft als alberne Anmachsprüche oder sogar sexuelle Belästigung aus.

## Beispiele
- Tantas curvas … y yo, sin freno. ‚So viele Kurven … und ich, ohne Bremsen.‘ (Verfasser unbekannt)
- Desearía ser una lágrima tuya … Para nacer en tus ojos, vivir en tus mejillas, y morir en tus labios …[1] ‚Ich würde gerne eine deiner Tränen sein … um in deinen Augen geboren zu werden, auf deinen Wangen zu leben und auf deinen Lippen zu sterben.‘ (Verfasser unbekannt)
- Si el amor alimenta el corazón el tuyo se pondrá gordito porque pienso darle todito hasta que se ponga panzón.[1] ‚Wenn die Liebe das Herz ernährt wird deines mollig werden, denn ich denke daran, ihm alles zu geben, bis es einen Bauch ansetzt.‘ (Verfasser unbekannt)
- „Ich wäre gerne deine Haut, um immer bei dir zu sein und dich zu spüren.“
- „Wenn meine Pause so lang wäre wie deine Beine, würdest du zu spüren bekommen, wie sehr ich dich begehre!“ (Verfasser unbekannt)

## Geschichte
Der Sage nach entstanden Piropos im 12. bis 13. Jahrhundert am königlichen spanischen Hof. Da es den Höflingen untersagt war, ihre Leidenschaft auszuleben, suchten sie sich mit Worten ein anderes Ventil für ihre Gefühle.